# Colpi del silenzio
Colpi del silenzio è un brano strumentale, suonato con la tromba e previsto dalle norme del Regno di Sardegna. Ne sono note due versioni, la prima del 1840 e la seconda pubblicata nel 1859.
Dal  brano deriva il silenzio militare utilizzato dall'Esercito Italiano.

## Versioni
Il brano era descritto tra i Segnali per i trombettieri nel Quartiere nei regolamenti del XIX secolo per la fanteria del Regno di Sardegna.
La prima versione del 1840 è molto semplice, data dalla stessa nota ripetuta.
La seconda versione, più articolata, si trova pubblicata nel 1859.
Da questa versione derivò l'attuale silenzio d'ordinanza.